# Kriengsak Varavudhi
Kriengsak Varavudhi (nascido em 13 de setembro de 1948) é um ex-ciclista tailandês. Representou sua nação nos Jogos Olímpicos de Verão de 1968, na prova de velocidade.